# Осиевская (Верхнетоемский район)
Осиевская — деревня в Верхнетоемском районе Архангельской области. Входит в состав Афанасьевского сельского поселения.

## География
Деревня расположена в юго-восточной части области на расстоянии примерно в 45 километрах по прямой к северо-западу от районного центра села Верхняя Тойма.
Часовой пояс
Деревня Осиевская как и вся Архангельская область, находится в часовой зоне МСК (московское время). Смещение применяемого времени относительно UTC составляет +3:00.

## Население
| 2002 | 2010 |
| ---- | ---- |
| 64   | ↘36  |

Национальный состав
Согласно результатам переписи 2002 года, в национальной структуре населения русские составляли 98 % из 61 чел..

## История
Указана в «Списке населённых мест по сведениям 1859 года» в составе 2-го стана Сольвычегодского уезда Вологодской губернии под номером «7962» как «Осиевская (Заблудня)». Насчитывала 29 дворов, 83 жителя мужского пола и 104 женского.